# Ла Песта (Гросето)
Ла Песта (итал. La Pesta) је насеље у Италији у округу Гросето, региону Тоскана.
Према процени из 2011. у насељу је живело 20 становника. Насеље се налази на надморској висини од 157 м.